# Визначення взяття воріт (футбол)
Правило 10

## Визначення гола
Голом називається ситуація, коли м'яч цілком перетнув лінію воріт, розташовану між стійками та під перекладиною, і при цьому команда, що забила гол, не порушила правил.
Взяття воріт не зараховується, якщо:
1. До того, як м'яч перетнув лінію воріт, пролунав свисток рефері про зупинку матчу.
2. М'яч було спрямовано у ворота атакуючою стороною першим торканням при пробитті початкового удару чи вільного удару.
3. М'яч було спрямовано у ворота безпосередньо «вкиданням ауту» (введенням м'яча руками після його виходу за бокову лінію). У випадках 2 й 3 призначається вільний удар від воріт, в які влетів м'яч.
4. Якщо м'яч було спрямовано у власні ворота першим торканням при пробитті початкового удару, штрафного удару, вільного удару, кутового удару, пенальті, чи безпосередньо вкиданням ауту (у цьому випадку призначається кутовий удар у ворота команди, у ворота якої влетів м'яч).

При визначенні торкання м'яча не враховуються торкання арбітрів, воріт і кутових прапорців.

## Підрахунок очок
Виграє команда, яка забила більше голів. Якщо кількість голів рівна, матч вважається зіграним у нічию.

## Рівний рахунок
У змаганнях, які проводяться за круговою системою, фіксується нічия, і матч закінчується. Але у змаганнях, що проводяться за олімпійською системою, нічиї неприпустимі, осклільки одна з команд повинна вибути. Для вирішення нічиїх використовуються по черзі такі правила:
- Якщо проводяться два матчі — спочатку на стадіоні однієї команди, потім на стадіоні її суперниці,— то гол, що був забитий на чужому полі, має більшу вартість. Наприклад, якщо команда виграла вдома з рахунком 1:0 і програла на виїзді з рахунком 1:2, то вона вважається такою, що перемогла, оскільки забила на чужому полі один гол (в той час як її суперник — жодного)[1].

- Додатковий тайм. За поточними футбольними правилами проводяться два 15-хвилинних тайми. Перерва між основним і додатковим часом — 5 хвилин, між таймами перерви нема. Якщо рахунок у кінці додаткового часу є рівним, то пробиваються післяматчеві пенальті. Про старі правила можна дізнатись у статтях Золотий гол, Срібний гол.

- Післяматчеві пенальті. Команди пробивають серію з п'яти пенальті. Перемагає та команда, котра забиває більше голів у всій серії. Якщо переможець визначається до закінчення серії (наприклад, після чотирьох пенальті рахунок 3:1), то серія закінчується. Якщо все ще залишається нічия, то команди б'ють по одному пенальті, поки не визначиться переможець.